# Acanthastrea ishigakiensis
Acanthastrea ishigakiensis är en korallart som beskrevs av Veron 1990. Acanthastrea ishigakiensis ingår i släktet Acanthastrea och familjen Mussidae. IUCN kategoriserar arten globalt som sårbar. Inga underarter finns listade i Catalogue of Life.